# Non ti accorgevi di me
Non ti accorgevi di me (укр. «Ти не помічала мене») — перший сингл з альбому «Facciamo finta che sia vero» італійського співака Адріано Челентано, випущений 21 жовтня 2011 року і опублікований на iTunes.

## Опис
Автор пісні — Джуліано Санджорджі. У ній ідеться про бажання любити і бути коханими без брехні і потреби зрозуміти одне одного як себе самого. Челентано записав цю пісню разом з музикантами з групи «Negramaro» в їх же студії.
Сам альбом «Facciamo finta che sia vero» вийшов 29 листопада 2011 року. Над створенням диска працювали Франко Баттіато, Джуліано Санджорджі, Філ Палмер, а також Рафаель Гуалацці.

## Трек-лист
| #  | Назва                                          | Автор               | Тривалість |
| -- | ---------------------------------------------- | ------------------- | ---------- |
| 1. | «Non ti accorgevi di me» (Ти не помічала мене) | Джуліано Санджорджі | 03:10      |